# 非国民
非国民（ひこくみん、旧字体: 非國民）とは、国民としての義務や本分に違反する者、あるいは国民としての観念が薄い人を指す語。
日本では特に日中戦争や、第二次世界大戦中に、軍や国策に非協力的な者を非難する語として用いられた。英語では traitor（トレーター、裏切者、国賊、売国奴、非国民）が該当する。

## 海外の事例
第二次世界大戦中のアメリカ
- 強制収容所 - アメリカでは敵性国民を集めて管理した。

ラトビアやエストニアでは旧ソ連の国民は、永住権があるが国民とは扱われない非国民と呼ばれる地位に置かれる。
- 非国民 (ラトビア)（中国語版） - ラトビアの永住権があるが国民ではない市民。
- 非国民 (エストニア)（ロシア語版） - エストニアの永住権があるが国民ではない市民。

## 日本の事例

### 日露戦争から第一次世界大戦まで
日露戦争中
露探（ロシア側の軍事探偵・スパイ）のレッテルで非国民狩りが行われた。
第一次世界大戦前後
春日型装甲巡洋艦「日進」での火薬庫爆破事件で、犯人について「非国民」と報道した。

### 第二次大戦直前と戦中
1932年（昭和7年）5月の上智大生靖国神社参拝拒否事件では、キリスト教系の上智大学学生が靖国神社参拝を拒否したことについて陸軍が問題視し、マスメディアで「非国民」の表現が使用された。
日中戦争（1937年、昭和12年）や国家総動員法（1938年、昭和13年）が成立するあたりから、障害により徴兵検査で丁種合格となり兵役に就けないことをもって、「臣民の義務を果たしえない非国民」であるとして、親きょうだいの迷惑になることを苦に自殺を決意するようなエピソードが出てくる。
日本政府までも「非国民」の語を用いることがあった。例えば1941年（昭和16年）内閣の情報局による「家庭防空の手引き：我等は総て国土防衛の戦士」『週報』では、本土空襲があった場合、隣組による消火活動に協力しなかったり（防空法で禁じられた空襲予告地域からの逃亡など）、事前に買いだめをしたりすることなど、つまり自分や自分の家族の安全・生活を戦争遂行のための集団行動よりも優先させるような姿勢を持つことを、「非国民的」と述べている。

### 戦後
戦中の翼賛体制を批判して不敬罪に問われた経験をもつ政治家の尾崎行雄は、1948年に世界連邦建設同盟（現・世界連邦運動協会）を創設し、肯定的・積極的な意味合いで「非国民たれ」と主張した。
戦後では、日本代表の出場するスポーツの大会で応援しなかった者を自嘲的に捉えたり、税法の抜け穴を利用して外国のタックス・ヘイヴンなどで資産運用した者が批判されることもあった。
また、新型コロナウイルス感染症の流行時に緊急事態宣言などの自粛要請に従わない事業者、マスク着用をしなかった者を「非国民」であるかのように揶揄するなど、戦時中とは異なり、昨今では比喩的な表現として使われる事が多い。
2025年7月、TBSテレビは、第27回参議院議員通常選挙の選挙期間において神奈川選挙区の参政党公認候補である初鹿野裕樹が、演説中にプラカードを掲げ抗議した人を「ああいうのは非国民」と発言したことを報道した。
他にマッカーシズムや赤狩りがある。